# Retiro roberti
Espèce
Synonymes
- Auximus roberti Reimoser, 1939

Retiro roberti est une espèce d'araignées aranéomorphes de la famille des Macrobunidae.

## Distribution
Cette espèce est endémique du Costa Rica. Elle se rencontre vers l'Irazú.

## Description
La carapace de la femelle holotype mesure 2,5 mm de long sur 1,9 mm et l'abdomen 4,2 mm de long sur 2,8 mm.

## Systématique et taxinomie
Cette espèce a été décrite sous le protonyme Auximus roberti par Reimoser en 1939. Elle est placée dans le genre Retiro par Lehtinen en 1967.

## Étymologie
Son nom d'espèce lui a été donné en référence au lieu de sa découverte, Finca Robert.

## Publication originale
- Reimoser, 1939 : « Wissenschaftliche Ergebnisse der österreichischen biologischen Expedition nach Costa Rica. Die Spinnenfauna. » Annalen des Naturhistorischen Museums in Wien, vol. 50, p. 328-386.